# Морозкина, Елена Николаевна
Еле́на Никола́евна Моро́зкина (16 апреля 1922 — 12 декабря 1999) — российский архитектор-реставратор, искусствовед, поэт. Исследователь древнего зодчества Пскова, Псковской области, Новгородской области, Архангельской области, Карелии и других регионов России. Кандидат искусствоведения. Член Союза архитекторов России и Союза писателей России (1997). Участница Великой Отечественной войны.

## Биография
Елена Николаевна Морозкина родилась 16 апреля 1922 года в местечке Чёрный Бор (ныне — в черте Смоленска). Окончила школу в Смоленске, поступила в Горьковский строительный институт, где проучилась один семестр.
После начала Великой Отечественной войны, в возрасте 19 лет (1942 год) Елена Морозкина ушла добровольцем в Красную армию. Три с половиной года Елена Николаевна служила рядовым в зенитной части — пулемётной роте 289-го Отдельного зенитного артиллерийского дивизиона. Воспоминания о войне, страшных фронтовых буднях неоднократно становились в дальнейшем темой её стихов.
После войны Елена Николаевна окончила Строительный институт Моссовета в Москве, поступила в аспирантуру Московского архитектурного института (МАРХИ). Кандидатская диссертация была посвящена церковному зодчеству Пскова. Десять лет она работала над темой «Зодчество Пскова как наследие» под научным руководством профессора МАРХИ Николая Ивановича Брунова (1898—1971). Работала архитектором винституте Генерального плана г. Москвы, в институте «Моспроект»., преподавателем в МАРХИ, Даугавпилсском государственном педагогическом университете. Побывала во всех уголках страны — вплоть до Забайкалья и Дальнего Востока.
В период хрущёвских гонений на церковь в конце 1950-х годов Елене Николаевне удалось привлечь внимание общественности к погибающим памятникам псковского церковного зодчества. Благодаря ряду публикаций она смогла доказать художественную ценность Крыпецкого монастыря, который намечался к сносу. Министерство культуры РСФСР поставило ансамбль Крыпецкого монастыря на государственную охрану как памятник республиканского значения. Заступничеством Елены Николаевны были спасены Покровская башня (Псков),Церковь Богоявления с Запсковья, собор Рождества Богородицы Снетогорского монастыря и другие памятники Пскова и Псковской области, а также в Новгороде, Смоленске и других городах России.
На поэтическом пути получила большую поддержку от супруга — поэта Игоря Григорьева. Стихотворение «Именины» Григорьева посвящено Елене Николаевне Морозкиной.
В конце двадцатого века, наряду с научной работой и увлечения поэзией, выступала экскурсоводом для учащихся в лицее № 563(Пушкинский лицей, СПб) во время поездок в города: Псков, Новгород, Киев, Ярославль, Владимир, Суздаль, Ростов, Кострома, Тутаев, Москва.
Умерла 12 декабря 1999 года в Москве.

## Память
На доме, где жила Е. Н. Морозкина в Пскове (Рижский проспект, 57), установлена мемориальная доска. Благодаря знакомству Е. Н. Морозкиной с известным краеведом, членом Союза журналистов СССР Союза журналистов СССР Вересовой Тамарой Васильевной, была переиздана книга «Псковская земля» (книга выдержала четыре издания). Также благодаря стараниям Т. В. Вересовой после долгих лет была опубликована диссертация Е. Н. Морозкиной. В 2012 году вышло второе издание книги «Осенняя песня».

## Основные публикации

### Диссертация
- Морозкина Е. Н. Зодчество Пскова как наследие (диссертация на соискание степени кандидата искусствоведения). Рукопись хранится в отделе диссертаций Российской государственной библиотеки (г. Москва) и Древлехранилище (г. Псков).
- Церковной зодчество древнего Пскова: зодчество Пскова как наследие [в 2т. ] : — М. : Северный Паломник, 2007

### Монографии
- Морозкина Е. Н. Псковская земля. — М.: Искусство, 1975. — 168 с. — (Дороги к прекрасному). — 75 000 экз.
- Морозкина Е. Н. Псковская земля. — 2-е изд., перераб. и доп. — М.: Искусство, 1986. — 176 с. — (Дороги к прекрасному). — 85 000 экз.
- Морозкина Е. Н. Щит и зодчий: Путеводитель по древнему Пскову. — Псков: Отчина, 1994. — 132 с.
- Морозкина Е. Н. Древний Псков: Кром и Довмонтов город. — М.: НОН-профит, 2002. — 128, [32] с.
- Морозкина Е. Н. Выхожу на Шелонь: Путевые очерки. Октябрь-декабрь 1982 г.. — М.: Информполиграф, 2003. — 200 с. — 2000 экз. — ISBN 5-85781-078-7.
- Псковская земля: — М.: Можайский полигр. комбинат, 2004
- Морозкина Е. Н. Псковская земля: (путеводитель). — М.: Маросейка, 2009. — 224 с. — ISBN 978-5-903271-27-6.

### Поэтические сборники
- По Руси: — СПб. : ЛИО Редактор, 1992.
- Распутица: стихи, поэма. — Псков. : Отчина, 1996.
- Осенняя песня: избранные стихотворения. — М., 1998
- Святогорье: 1999
- Осенняя песня: избранные стихотворения. — М. : Бослен, 2012

### Статьи
- Архитектурный ансамбль Крыпецкого монастыря // Архитектурное наследство. — М., 1963. — № 15.
- Новое в зодчестве Пскова XVI века // Исследования по истории архитектуры и градостроительства. — М., 1964.
- Псковская земля. — М., 1986 (с дополнениями).
- Псковская крепость в конце XVII века // Псков через века. Памятники Пскова сегодня. — СПб., 1994.
- Древний Псков уходит от нас // Новости Пскова. — 1998. — 3, 8, 9 дек.
- Петровский Псков (Прогулки по Пскову) // Псков. Памяти Юрия Павловича Спегальского. — Псков, 1999.
- Слово об Игоре Григорьеве: памяти русского поэта Игоря Григорьева, которому исполнилось бы 75 лет// Новости Пскова. — 1998. — 28 окт.

## Награды
- Орден Отечественной войны II степени (6.4.1985)[5].